# Antonio Budini
Antonio Budini (Castel Bolognese, 4 gennaio 1907 – ...) è stato un calciatore e allenatore di calcio italiano, di ruolo attaccante.

## Carriera
Dopo gli esordi nel Castelbolognese, nel 1927 passò alla Triestina, militante in Prima Divisione. Con gli alabardati rimase per tre stagioni, disputando un campionato di Divisione Nazionale e uno di Serie A, categoria nella quale esordì il 26 gennaio 1930 sul campo del Milan.
Quella presenza rimase l'unica nella massima serie, e l'ultima nella Triestina, che nel 1930 lo cedette al Faenza in Prima Divisione. Nella stagione successiva passò all'Aquila, dove rimase per tre anni conquistando la promozione in Serie B al termine del campionato 1933-1934. Lasciato il capoluogo abruzzese, disputò un altro campionato di Serie B nelle file della SPAL, prima di scendere in Serie C con il Forlì e il Piacenza. Con la formazione piacentina disputò due stagioni da titolare nel ruolo di ala sinistra, sfiorando la promozione in Serie B nel campionato 1937-1938 concluso con la sconfitta nello spareggio-promozione con il Fanfulla. Nel 1939, posto in lista di trasferimento, passò all'Olubra, squadra di Castel San Giovanni di Prima Divisione.
Dopo la guerra torna al Forlì come allenatore, nella stagione 1950-1951

## Palmarès

### Club

#### Competizioni nazionali
- Prima Divisione: 1

L'Aquila: 1933-1934